# August Weber
August Weber (rusky Август Егорович Вебер / Avgust Jegorovič Weber, 29. prosince 1836, Praha - 16. srpna 1903, Moskvě) byl česko-rakouský architekt působící zejména v Rusku. Rozhodujícím způsobem formoval panorama Moskvy.
V Rakousku postavil Künstlerhaus  a Gartenbaugebäude, dvě budovy z rané doby vídeňské Ringstrasse.

## Život a činnost

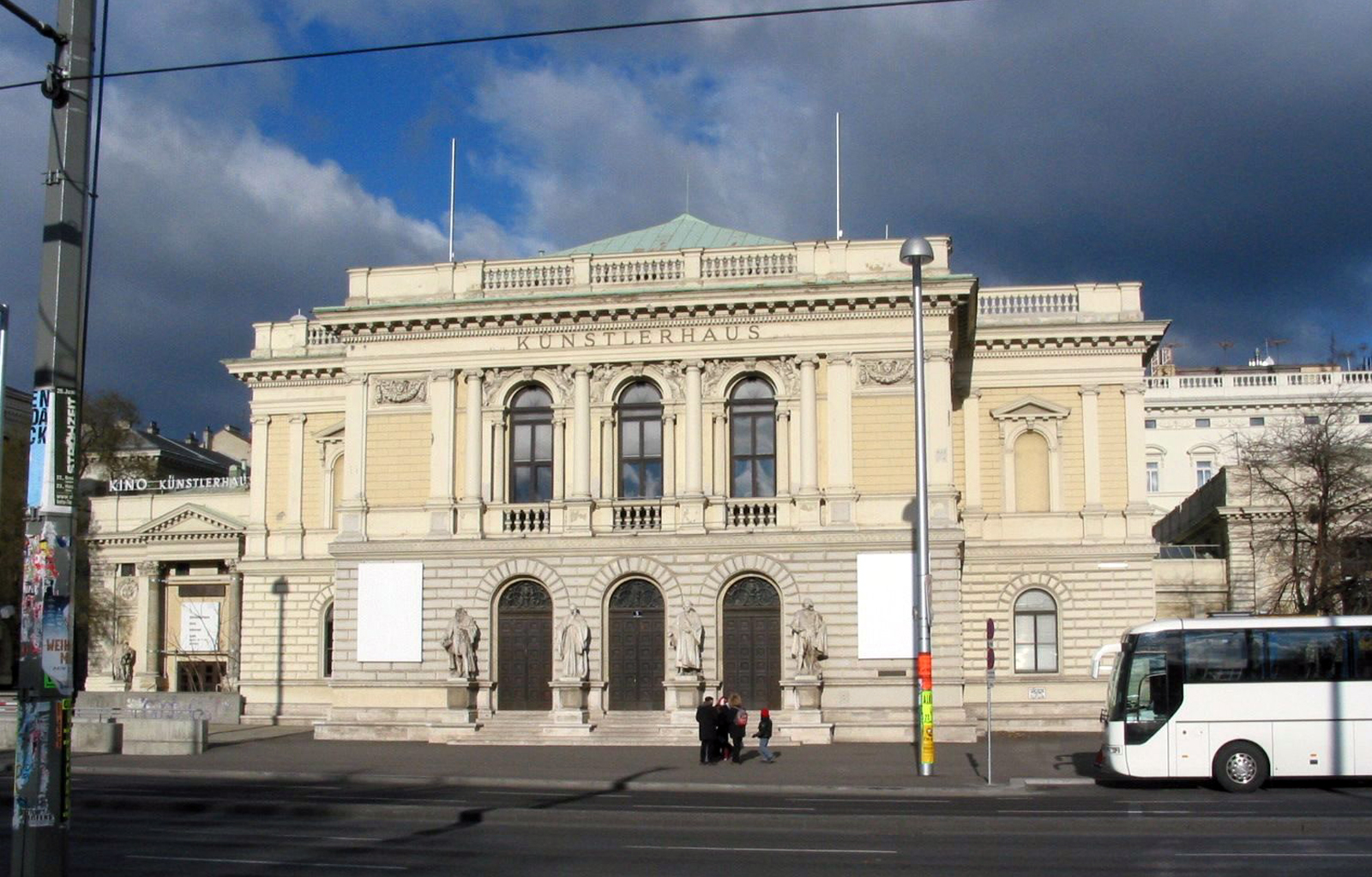
Wiener Künstlerhaus, centrální část je od Augusta Webera

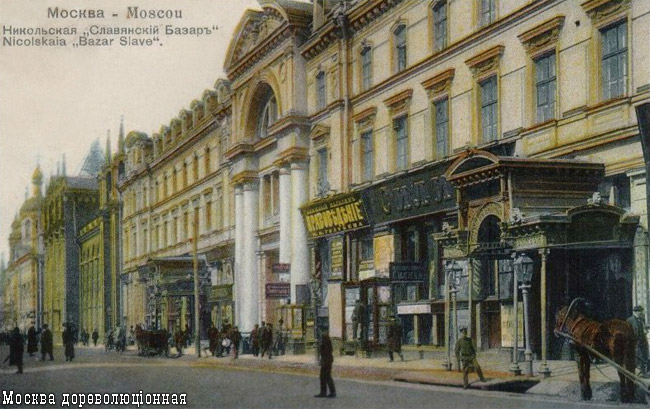
Ulice Nikolskaja v Moskvě, Slavjanskij bazar a hotel, postavený Augustem Weberem. Pohlednice kolem roku 1900.

August Weber se narodil v Praze a studoval architekturu na Výtvarné akademii ve Vídni.
V roce 1871 na pozvání ruského podnikatele A. A. Porochovščikova odcestoval do Moskvy. Zde si otevřel vlastní architektonickou kancelář spolu s ruským architektem Alexandrem Kaminským a realizoval četné stavby a přestavby. Během této doby spolupracoval také s ruským architektem Ivanem Maškovem.
Kvůli rostoucí hustotě zástavby v centru Moskvy se v původní podobě dochovalo jen několik Weberových, převážně nižších budov a v mnoha případech došlo k přestavbám a zvýšení.
August Weber zemřel v Moskvě 16. srpna 1903 a byl pohřben na Vvěděnském hřbitově.

## Budovy (výběr)
- Gartenbaugebäude, Vídeň 1863–64
- Künstlerhaus Vídeň 1865–1868
- Jelisejevovo lahůdkářství, Moskva, přestavba v roce 1874
- Katedrála svatého Petra a Pavla, Moskva
- Restaurace Slovanský bazar, Moskva 1873